# Chandler Rice
Chandler Rice (* 7. September 1994 in Louisville, Ohio) ist eine US-amerikanische Softballspielerin. Sie spielt auf der Position der Infielderin bei den Akron Racers in der National Pro Fastpitch (NPF). Sie trägt die Trikotnummer 21.

## Karriere
Rice spielte von 2014 bis 2017 Softball an der University of Toledo für die Toledo Rockets. In ihrem ersten Jahr startete sie in allen 50 Spielen und erzielte 59 Hits und 27 Runs bei 147 Schlägen, wobei ihr Schlagdurchschnitt von .401 das Team anführte. Sie wurde dafür zum First-Team All-MAC gewählt. 2015 startete sie 56 von 56 Spielen und führte das Team mit 60 Hits und 33 Run Batted In an. Als Junior wurde sie erneut zum First-Team All-MAC gewählt, nachdem sie mit 26 Runs Batted In das Team anführte und mit fünf Homeruns geteilt das Team anführte. In ihrem Seniorjahr erzielte sie bei 194 Schlägen 76 Hits (.392), 49 Runs, 17 Doubles, 2 Triples, 12 Home Runs, 39 Runs Batted In, 132 total Bases, eine Slugging Percentage von .680, eine On-Base Percentage von .454, 21 Stolen Bases und eine Fielding Percentage von .992. Dafür wurde sie für die zweite Base ins First-Team All-MAC gewählt. Sie beendete ihre Karriere bei den Rockets mit einer Slugging Percentage von .531, der beste Wert in der Teamgeschichte, einem Batting Average von .355, 21 Homeruns, 112 Run Batted In,  und 132 Runs.
Am 27. Mai 2017 unterschrieb sie einen Einjahresvertrag bei den Akron Racers. Sie wurde damit die erste Spielerin der Rockets, die professionell Softball spielt. In ihrer ersten Saison erzielte sie in 23 Spielen einen Hit, zwei Runs und einen Run Batted In.